# Oehmesches Blaufarbenwerk
Das Oehmesche Blaufarbenwerk war im Jahr 1649 von dem Leipziger Kaufmann Sebastian Oehme an der Sehma bei Annaberg gegründet worden.

## Geschichte
Sebastian Oehme war Ratsherr und Kaufmann in Leipzig und als Gläubiger des Hamburgers Hans Friese am Blaufarbengeschäft beteiligt. Friese starb im Jahr 1643 und seit 1644 trat Oehme in den Kobaltkontrakt ein. Im gleichen Jahr erhielt er genau wie Erasmus Schindler ein kurfürstliches Privileg zur Errichtung eines Blaufarbenwerkes. Oehme trat nie selbst in Erscheinung und ließ sich von seinem Bevollmächtigten Paul Nordhoff vertreten. Seit 1647 betrieb Nordhoff bereits ein Pochwerk und am 21. April 1649 erwarb er im Auftrag von Oehme eine Wiese zur Errichtung eines Blaufarbenwerkes.
Das Oehmesche Blaufarbenwerk war Mitkontrahent des am 11. September 1649 ratifizierten Schneeberger Kobaltkontrakts, nach dem er jährlich 600 Zentner Kobalt von den Kobaltgewerken in Schneeberg abzunehmen hatte. Im folgenden Kontrakt von 1659 wurde diese Verpflichtung auf 400 Zentner reduziert. In die Abnahme des Kobalts von den Annaberger Kobaltgewerken teilte sich Sebastian Oehme laut dem Annaberger Kobaltkontrakt vom 21. Oktober 1653 mit Rosina Schnorr und Erasmus Schindler.

## Verlegung des Werkes
Durch den Annaberger Bergbau, aber auch durch den umfangreichen Verbrauch im Blaufarbenwerk wurde es immer schwieriger, Holz in ausreichender Menge zu erhalten. Bereits 1653 kam es zu Störungen der Blaufarbenwerksflößerei auf der Sehma durch die ebenfalls flößereiberechtigte Stadt Buchholz. Nach weiteren Streitigkeiten wurde der Vorrang der Hütten- und der Blaufarbmühlenflöße gegenüber den anderen Flößereiberechtigten bekräftigt. Am 7. Mai 1684 erließ Kurfürst Johann Georg III. eine Verordnung, ausreichend Holz nach Annaberg zu flößen. Am 11. April 1685 erging der kurfürstliche Beschluss über die Verlegung des Blaufarbenwerkes auf das Gelände des Zschopenthaler Hammerwerkes. Der Beschluss wurde nach Beschwerden der Stadt Zschopau und auch von den Oehmeschen Erben am 23. April 1685 nochmals bestätigt. Das Blaufarbenwerk wurde nach Zschopenthal verlegt und als Blaufarbenwerk Zschopenthal weitergeführt.
1688 verkauften der kurfürstliche Oberaufseher Sigismund von Berbisdorf und der Kaufmann Johann Georg Wagner aus Leipzig die ehemalige Blaufarbmühle an Christoph Sonntag aus Annaberg.

## Standort
Durch die Namensgleichheit des Flusses und des Ortes Sehma ergab sich eine Verwechslungsgefahr.
Bereits Ernst Wilhelm Richter schrieb 1846 „an der Weißen Sehma bei Annaberg“. Beim Ort Sehma erwähnte Richter das Werk nicht. An der Mündung des Kleinrückerswalder Baches in die Sehma war auch die Möglichkeit gegeben, den hohen Wasserbedarf eines Blaufarbenwerkes zu decken.
Auch Siegfried Sieber vermutete das Werk bei der Mündung des Kleinrückerswalder Baches in die Sehma. An dem Standort wurde später die „Hüttenmühle“ (eine Mahlmühle mit zwei Gängen) betrieben, die auch „Farbmühle“ oder „Kobaltmühle“ genannt wurde.